# L’Hermitage-Lorge
L’Hermitage-Lorge korábbi község Franciaországban, Côtes-d’Armor megyében. Lakosainak száma 760 fő (2018. január 1.). L’Hermitage-Lorge Allineuc, Le Bodéo, Gausson, Lanfains, Plaintel, Saint-Brandan, Saint-Carreuc, Saint-Hervé, Uzel és Plœuc-sur-Lié községekkel határos.
2016. január 1-jén Plœuc-sur-Lié korábbi községgel egyesült és az így létrejött Plœuc-L’Hermitage új község része lett.

## Népesség
A település népességének változása:
| Lakosok száma | 657  | 691  | 631  | 630  | 652  | 754  | 738  | 756  | 754  | 760  |
|               | 1962 | 1968 | 1982 | 1990 | 1999 | 2008 | 2011 | 2013 | 2017 | 2018 |